# Руський жіночий кружок
Товариство «Руський жіночий кружок» (Товариство «Руський жіночий кружок в Коломиї», Товариство «Жіночий кружок») — галицька жіноча організація заснована у Коломиї в 1893 році, з 1920-х років — філія «Союзу українок». 

## Історія
Товариство «Руський жіночий кружок» засноване 1 квітня 1893 року в Коломиї. Ініціаторами були: Францішка Кобринська (перша очільниця товариства), Весоловська (сестра Ярослава Веселовського), Антоніна Кульчицька та Олена Кисілевська. Товариство нараховувало 46 членкинь. Організація ставила перед собою завдання розвитку жіночого руху та допомогу бідним ученицям у здобутті освіти. Для цього планувалося: 
1. Заснування та утримання власної бібліотеки;
2. Проведення товариських «сходин» із викладами, концертами, аматорськими виставами, забавами (такі як «Шевченківські вечерниці»[4]);
3. Відкриття курсів домашнього господарства, крою, шиття;
4. Видання «письм».

При товаристві «Руський жіночий кружок» було створено аматорський театральний гурток, режисером якого був Іван Біберович.
У 1904 році «Руський жіночий кружок» вніс зміни у свій статут, якими визначив заснування захоронок, одним із засобів досягнення своїх завдань.
Товариство «Руський жіночий кружок» у 1905 році було серед ініціаторів створення «Кружка руських (українських) дівчат» у Коломиї.
У 1909 році товариство купило у Коломиї «Балинецьку бурсу», яку заснував Теодор Білоус, та відкрило «Дівочу бурсу», інтернат для українських учениць різних коломийських навчальних закладів, які доїжджали до міста. Бурса проіснувала до кінця 20-х років.
У 1920-х роках, після створення «Союзу українок», «Руський жіночий кружок» став його філією.